# Dale Wilson
Dale Edward Wilson, född 31 december 1942 i Oak Park i Illinois, död 6 januari 2025 i USA, var en kanadensisk röstskådespelare. Han var bland annat mest känd för att göra de engelskspråkiga rösterna till de tre karaktärerna Cell, Kami och Android 8 i animeserien Dragon Ball Z. År 2010 var han dessutom utropare för både öppningsceremonin och avslutningsceremonin för det årets olympiska vinterspel, som vid det tillfället hölls i staden Vancouver.
Wilson dog av komplikationer av prostatacancer och Parkinsons sjukdom den 6 januari 2025, 82 år gammal.